# Garçonne

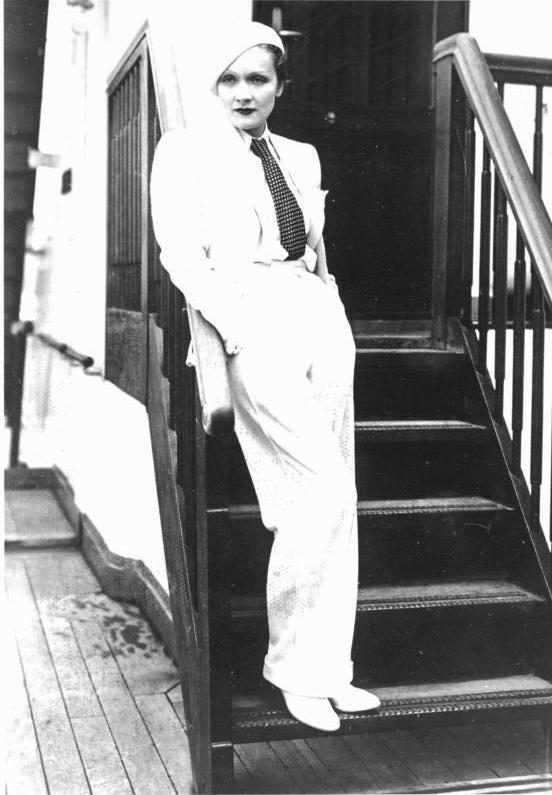
Marlene Dietrich vestida de garçonne en 1933. El prefecto de policía de París, Chiappe, había amenazado con detenerla si se mostraba de forma pública vestida de hombre.

Garçonne (pronunciación /garsón/) es una palabra francesa nacida en los años 1920 en París para referirse a un nuevo tipo de mujeres que reivindicando los derechos de la mujer y la igualdad de género adoptaron una figura andrógina, rebelándose contra los conceptos tradicionales y estrictos de la feminidad que había hasta entonces. Así comenzaron a aparecer siluetas más «masculinas», acompañadas del cabello corto como el estilo bob cut o el Shingle bob y embutidas en esmoquin o en traje y corbata.
Las garçonnes tienen sus orígenes en un período de liberalismo social, turbulencias políticas y aumento de los intercambios culturales transatlánticos que siguió al final de la Primera Guerra Mundial en Francia, con más auge en París, extendiéndose hacia Estados Unidos, así como el movimiento de las flapper que venía desde Estados Unidos hasta Francia.
No obstante no se debe confundir el término Garçonne con Flapper. Las flappers norteamericanas eran mujeres atrevidas y con peinados cortos que se caracterizaban por romper las barreras de la "moralidad" tradicional, vistiendo con faldas cortas, fumando y bebiendo como hombres, su estilo se mezclaba entre lo femenino y lo masculino, mostrando detalles terriblemente delicados (sus collares, guantes, zapatos y bolsos) y otros soberanamente brutos (ademanes, comportamientos, formas de hablar...); Mientras las garçonnes europeas eran mujeres que prácticamente se habían travestido en los que sus rasgos externos se refiere, ocultando casi toda su fisonomía del sexo femenino para que así no se asociara su feminidad con el sexo débil: su filosofía era que físicamente y a primera vista eran iguales a un hombre, por lo tanto podrían ser tratadas con la misma igualdad que uno. Mostraban una moda unisex, donde ciertos accesorios tomaron protagonismo, y así se observó el auge entre ellas de los monóculos, bastones y boquillas, que hasta entonces habían sido complementos para hombres.
Sin embargo, las garçonnes no tenían porque ser de ademanes brutos o masculinos. Al contrario, preferían la suavidad y la educación como mejor medio para dialogar. Las garçonnes en general eran mujeres muy cultas, intelectuales y entendidas en temas sociales, económicos y políticos. Las reuniones entre estas mujeres se daban en los cafés de Montparnasse y Pigalle, donde los visitantes se escandalizaban al percibir el aroma masculino de aquellas mujeres pues también hubo una tendencia a utilizar perfumes masculinos con matices de cuero.
A pesar de todo, las garçonnes disfrutaban permitiéndose un toque femenino aquí y allá, un pequeño detalle casi imperceptible para ojos ajenos, como un reloj de mujer o una manicura excelente. Para ellas no era más que una pequeña mofa hacia los hombres, pues según ellas, sólo se fijaban en si había pechos o falda, ignorando que las mujeres eran mucho más que eso. Las garçonnes de París fueron también las precursoras de la cultura lesbiana, impulsando y dando a conocer esta orientación sexual. Aunque no todas las garçonnes, ni mucho menos, eran lesbianas.
El término «Garçonne» proviene de una popular novela del mismo nombre, cuyo autor Victor Margueritte relata la historia de una mujer que se pierde en las drogas buscando la igualdad de géneros. La palabra viene del francés, del sustantivo Garçon ("chico"), y el sufijo femenino —e, que duplica la última consonante.